# محوطه سرکلک
محوطه سرکلک مربوط به هزاره سوم قبل از میلاد - سده‌های میانه دوران‌های تاریخی پس از اسلام است و در شهرستان خرم‌آباد، بخش مرکزی، دهستان کرگاه شرقی، روستای چوب تراش واقع شده و این اثر در تاریخ ۲۲ اسفند ۱۳۸۵ با شمارهٔ ثبت ۱۸۱۴۴ به‌عنوان یکی از آثار ملی ایران به ثبت رسیده است.